# むらさき心中
『むらさき心中』（むらさきしんじゅう）は、東海テレビ制作・フジテレビ系列で、1972年1月10日～4月7日に放送された昼ドラマである。

## 概要
当時、フジテレビや系列局ではテレビ番組のカラー化が進んでいたが、東海テレビ制作の昼ドラは白黒放送が続いていた。だが、今作以降は現在までカラー放送が続いている。

## キャスト
- 渡辺美佐子
- 小野寺昭

## スタッフ
- 監督:真船禎、松生秀二
- 脚本:佐々木守